# Осовец, Самуил Маркович
Самуил Маркович Осовец (20.05.1911, Харьков — 03.06.1983, Москва) — советский инженер, физик, физиолог. Лауреат Ленинской премии.

## Биография
Окончил ФЗУ (1928) и Харьковский электротехнический институт (1935). В 1928—1930 и 1935—1941 работал на Харьковском электромеханическом заводе.
С июля 1941 по апрель 1944 года служил в РККА. Участник Великой Отечественной войны, старший техник-лейтенант, с июня 1942 г. начальник артиллерийского цеха передвижной артмастерской. Демобилизован по ранению. Награждён орденом Красной Звезды и медалью «За оборону Сталинграда».
С 1944 работал во Всесоюзном электротехническом институте, в 1946—1948 читал лекции в Артиллерийской академии. Кандидат технических наук (1946).
С 1948 научный сотрудник Института атомной энергии. Один из авторов метода электромагнитного разделения изотопов. Совместно с М. А. Леонтовичем дал первое правильное истолкование динамики самостягивающегося плазменного шнура (уравнение Леонтовича-Осовца). Доктор физико-математических наук.
Последние 15 лет помимо физики занимался проблемами физиологии (колебательные процессы в человеческом организме).
Ленинская премия 1958 года — за исследования мощных импульсных разрядов в газе для получения высокотемпературной плазмы (1956—1957).